# Montoliu de Segarra
Montoliu de Segarra è un comune spagnolo di 167 abitanti situato nella comunità autonoma della Catalogna.